# Larysa Aleksandroŭskaja
Larysa Pampeeŭna Aleksandroŭskaja (in bielorusso Ларыса Пампееўна Александроўская?, in russo Лариса Помпеевна Александровская?, Larisa Pompeevna Aleksandrovskaja; Minsk, 15 febbraio 1904, 2 febbraio del calendario giuliano – Minsk, 23 maggio 1980) è stata un soprano, regista teatrale e politica bielorussa, cantante lirica premiata come Artista del popolo dell'Unione Sovietica nel 1940.

## Biografia
Nata il 2 (15 del calendario gregoriano) febbraio 1904 a Minsk (allora parte dell'Impero russo). Possedeva delle grandi doti vocali e cominciò ad esibirsi come cantante nel 1920 al Teatro Glavpolitprosvet del fronte orientale durante la Guerra civile russa.
Dal 1924 al 1928 studiò al Collegio Statale Musicale di Minsk, nel 1928 frequentò la classe speciale dell'opera. Tra il 1930 e 1933 frequentò la scuola Statale dell'Opera e Balletto a Minsk. Insegnanti: Vasilij Cvetkov e Anton Bonačič. Nel 1927 presentò le canzoni folcloristiche bielorusse al Festival musicale internazionale a Francoforte sul Meno (Germania). Dal 1928 intraprese diverse tournée all'estero (Francia, Inghilterra, Svezia, Bulgaria, Romania, Jugoslavia, Cecoslovacchia, Polonia, Germania orientale), mentre a partire dal 1933 ricoprì l'incarico di solista del Teatro dell'opera e balletto bielorusso a Minsk, eseguendo sia le parti soprano che mezzosoprano.
Si esibì anche come cantante da concerto con musica da camera e canzoni popolari bielorusse. Durante la seconda guerra mondiale si esibì in concerti al fronte, negli ospedali e presso le tende da campo dei partigiani. Fra il 1951 e il 1960 assunse inoltre il ruolo da regista del Teatro dell'opera e balletto bielorusso. Riuscì a presentare due spettacoli all’anno in anteprima. Ha fondato la Società teatrale bielorussa, della quale è stata presidente del consiglio dal 1946 al 1980 (dal 1976 come presidente onoraria).
Fra gli anni '50 e '70 si esibì per propagande pubblicitarie. Fece parte del Partito Comunista dell'Unione Sovietica dal 1942, e fu per tre volte candidata come membro del Comitato centrale del Partito comunista della RSS bielorussa (1952, 1954 e 1956). Fu deputata del Soviet supremo dell'URSS dalla II alla IV legislatura, nonché deputata del Soviet supremo della RSS bielorussa durante la III e la IV legislatura.
Morì il 23 maggio 1980 a Minsk e fu sepolta al cimitero Vostočnoe.

## Premi e riconoscimenti
- Artista onorato della RSS bielorussa
- Artista del popolo della RSS bielorussa (1938)
- Artista del popolo dell'Unione Sovietica (1940)[1]
- Premio Stalin di secondo grado (1941) per molti anni di successi nel campo del teatro e dell'arte vocale
- Tre Ordini di Lenin (1940, 1948, 1955)
- Ordine della Rivoluzione d'ottobre (1974)
- Ordine della bandiera rossa del lavoro
- Medaglia "medaglia commemorativa per il giubileo dei 100 anni dalla nascita di Vladimir Il'ič Lenin"
- Medaglia "Per la vittoria sulla Germania nella Grande Guerra Patriottica del 1941-1945. "
- Medaglia "Medaglia al merito del lavoro durante la grande guerra patriottica del 1941-1945 "